# 한림중앙로
한림중앙로(Hallimjungang-ro)는 제주특별자치도 제주시 한림읍 교차로에서 제주시 한림읍 동명교차로를 잇는 도로이다.

## 주요 경유지
제주특별자치도
- 제주시 (한림읍)

## 노선
| 이름              | 접속 노선                    | 소재지 | 소재지 | 비고 |
| ----------------- | ---------------------------- | ------ | ------ | ---- |
| (이름없음)        | 명랑로 한림로                | 제주시 | 한림읍 |      |
| (이름없음)        | 지방도 제1120호선 (명월성로) | 제주시 | 한림읍 |      |
| 동명사거리        | 지방도 제1132호선 (일주서로) | 제주시 | 한림읍 |      |
| (이름없음)        | 하운당길                     | 제주시 | 한림읍 |      |
| 중산간서로와 직결 |                              |        |        |      |

## 주요 건물 및 시설
- SK텔레콤 앤유대리점 한림점 (한림중앙로 17/한림리 1112-1)
- 노랑통닭 제주한림점 (한림중앙로 32/한림리 942-6)
- 세븐일레븐 제주한림중앙점 (한림중앙로 35/한림리 943-10)
- KT M텔레콤 한림점 (한림중앙로 37/한림리 943-7)
- 롯데리아 제주한림점 (한림중앙로 46/한림리 936-7)
- 빽다방 제주한림점 (한림중앙로 72/동명리 1579-8)
- 한림공업고등학교 (한림중앙로 87/한림리 871)
- 제주서부소방서 (한림중앙로 150/동명리 663)
- 세븐일레븐 제주못거리점 (한림중앙로 281/상대리 4531-5)